# Tomek Vince
Tomek Vince (Palocsa, 1892. november 9. – Róma, 1986. április 18.) szlovák származású magyar piarista szerzetes, hittanár, teológus, magyarországi tartományfőnök (provincialis), a piarista rend generálisa.

## Élete
Apja, Tomek György, a Sáros megyei Palocsán volt kántortanító, a család otthon a szlovák nyelv sárosi dialektusát beszélte, anyja Siskovits Mária volt. A kisszebeni piarista gimnáziumból jelentkezett a piarista rendbe 1908-ban. A váci noviciátus után a gimnázium VI-VIII. osztályait már piarista kispapként (studens) Rózsahegyen fejezte be 1909 és 1912 között. Ezt követően a budapesti tudományegyetemen tanult teológiát. Piarista szerzetesi örökfogadalmát 1914. december 24-én tette le, majd 1916. június 25-én pappá szentelték.
Az 1916/1917. tanévtől Rózsahegyen kezdett tanítani hittanárként és a gimnazista korú szerzetesnövendékek elöljárójaként. A rózsahegyi stúdium 1917-ben megszűnt, tanárait és növendékeit, így Tomek Vincét is, a rend vezetői Kecskemétre helyezték. Itt élte át a Tanácsköztársaság nehéz hónapjait is. Azon kevesek között volt, akik nem voltak hajlandók aláírni a kommunista vezetés által követelt, a papi pálya elhagyásáról szóló nyilatkozatot, így a rendházból való eltávolítás fenyegette.
1920-tól a budapesti Kalazantinum hittudományi és tanárképző főiskola prefektusa és teológiatanára lett. 1925-től 1931-ig ugyanott a prefektusi helyett a spirituálisi feladatokat látta el. 1928-ban emellett a rendtartományi káptalan a tartományfőnök egyik asszisztensévé is megválasztotta, majd ezen tisztségre még négyszer újraválasztották, egészen 1943-ig. Eközben, 1933 és 1940 között a budapesti rendház házfőnöke (rector), 1940 és 1943 között pedig a rendtartomány vagyonkezelője (oeconomus) volt, és mindvégig tanított teológiát a Kalazantinumban.
Budapesten aktív résztvevője volt a szlovák katolikus egyesületi életnek. Előadásokat tartott a Tót Keresztény Munkásegyesületben. 1940-től a magyarországi Szent Adalbert Társulat elnöke, 1940 és 1944 között a KALOT szlovák nyelvű havilapja, a Pramen főmunkatársa volt.
Miután Zimányi Gyula piarista tartományfőnök 1946. augusztus 10-én a nehéz politikai helyzet miatt lemondott, két nap múlva Walter János generális asszisztens és vizitátor (aki rendelkezett a generális felhatalmazásával), Tomek Vincét nevezte ki provinciálisnak. Ezt a tisztséget azonban csak alig egy évig töltötte be, mert 1947. szeptember 30-án Rómában a rend generális káptalanja generálissá választotta.
Összesen 20 évig vezette a rendet. Ezalatt a rend tagjai 13 (Európán kívüli) országban telepedtek meg és 70 új rendházat hoztak létre. Tomeknek személyesen is komoly szerepe volt az Amerikai Egyesült Államokban alapított két új iskola létrehozásában, amelyben elsősorban emigráns magyar piaristák működtek. A II. Vatikáni Zsinat után, 1967-ben lemondott arról, hogy generálisként újraválasszák. Mivel Magyarországra a kommunista diktatúra miatt nem mehetett haza, továbbra is Rómában élt, a San Pantaleo rendházban (Piazza dei Massimi).

## Művei
- Balanyi György–Schütz Antal–Sebes Ferenc–Szamek József–Tomek Vince: Szentek élete az év minden napjára, I-IV, szerk. Schütz Antal, Budapest, 1932
- Magyar piaristák a 19. és 20. században: Életrajzi vázlatok szerk. Balanyi György, Budapest, 1942
- Szabadka és a piaristák, in A magyar piarista rendtartomány története, szerk. Balanyi György, Budapest, 1943
- Följegyzéseiből, s. a. rend. Koltai András és Lukács László, in: Vigilia 2015:1, 52-59.